# Билек, Франтишек
Франтишек Билек (чеш. František Bílek, род. 6 ноября 1872, Хейнов (ныне Хинов) близ Табора — ум. 14 октября 1941, Хинов) — чешский скульптор и график, один из крупнейших представителей модернизма и символизма в чешском искусстве.

## Жизнь и творчество
Ф.Билек изучал живопись и скульптуру в художественных академиях Парижа и Праги. Первоначально хотел стать художником и с 1887 года учился в классе Максимилиана Пирнера в Пражской академии изобразительного искусства. Во время этого образования выявилось, что Ф.Билек не различает некоторые цвета. В 1888 году он переходит на отделение скульптуры профессора Йозефа Маудера. Позднее получил стипендию и продолжил обучение в парижской академии Коларосси под руководством Энжальбера. После окончания образования мастер возвращается в родной город и открывает там художественное ателье. Позднее приобретает дом в пражских Градчанах и живёт попеременно в Праге и Хинове. В 1897 году Ф.Билек присоединяется к движению Королевский модерн (Karolická moderna), в 1909 он вступает в союз художников Беседа умельцев (Umělecká Beseda).
Скульптуры работы Ф.Билека полны поэзии и в то же время представляют собой детальное, натуралистическое изображение объекта. Часто создавал образы из Библии (в основном из Нового Завета). Свои первые статуи Билек изваял ещё во время учёбы в Париже. Часть его художественного наследия была уничтожена немцами во время оккупации Чехословакии. Проявил себя также как талантливый архитектор. Одним из величайших почитателей таланта Ф.Билека был Ф.Кафка.

### Книги
- Путь (Cesta), 1909

## Галерея

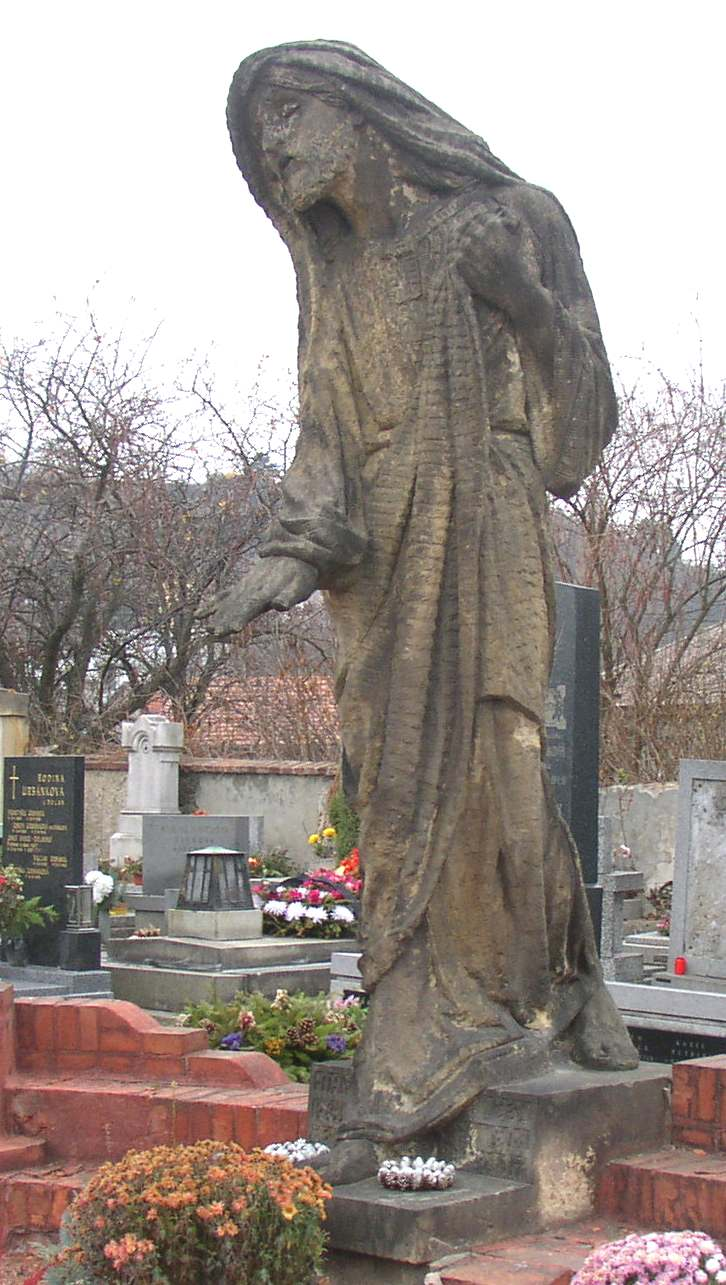
Статуя Христа на католическом кладбище в Либчице над Влтавой (1909)
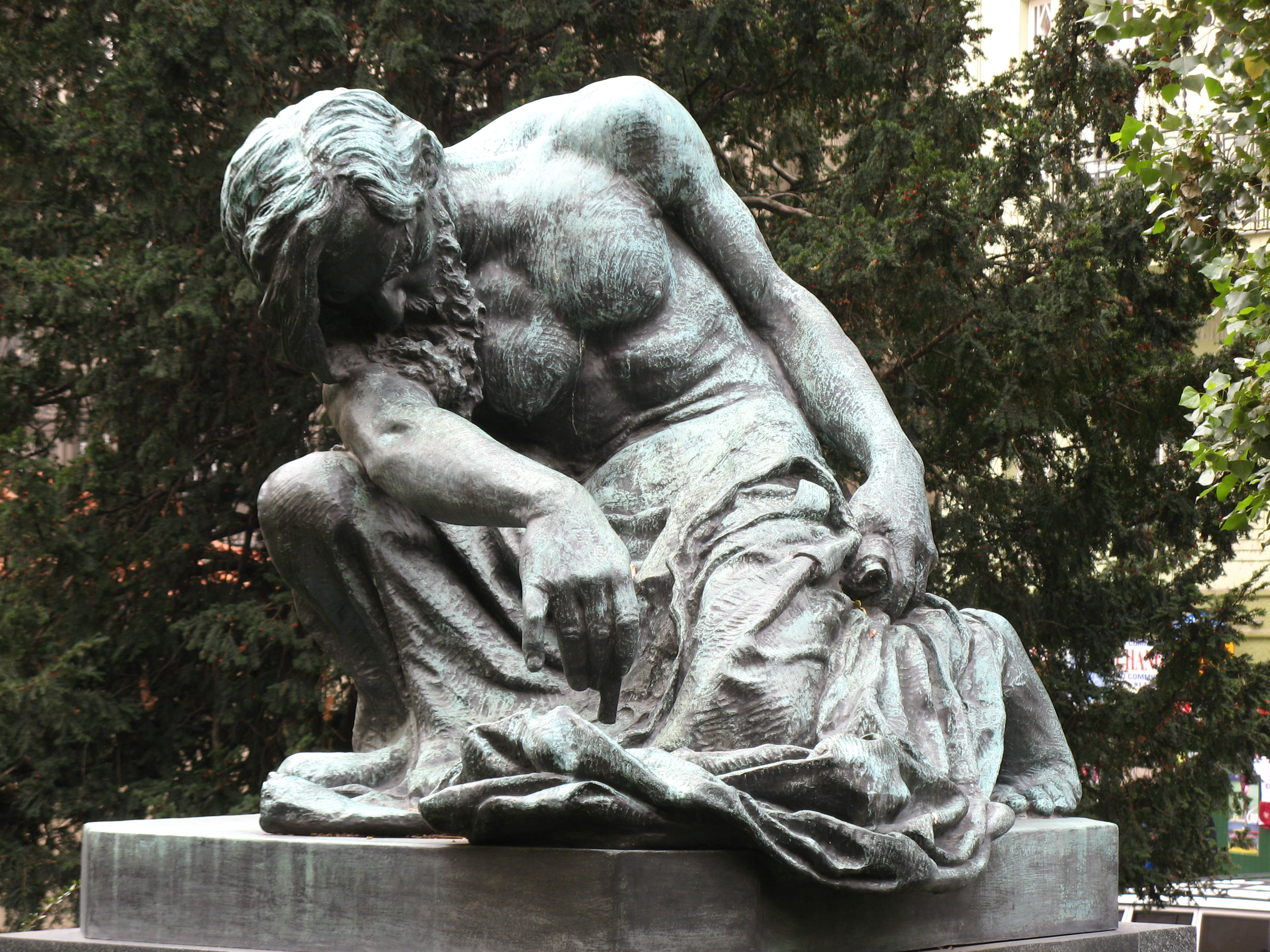
Моисей (1905), Прага
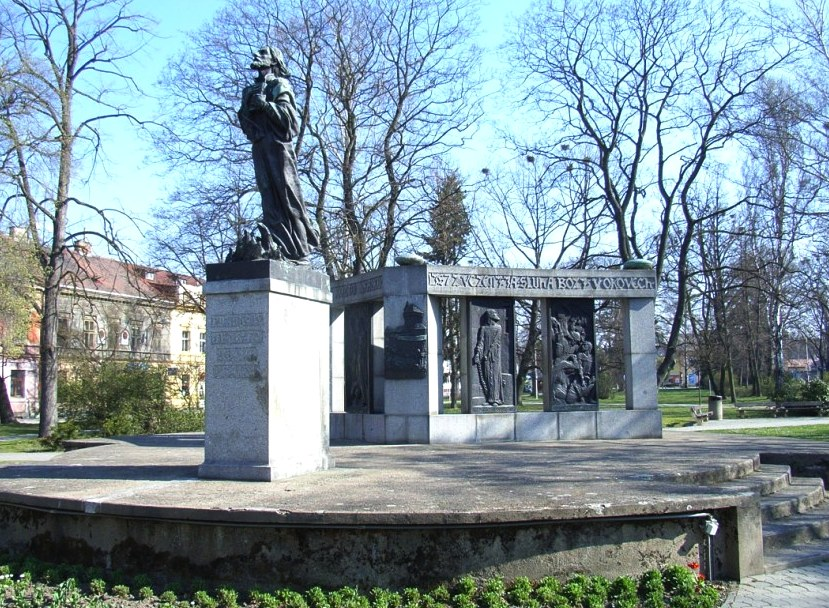
Памятник Яну Гусу в Таборе
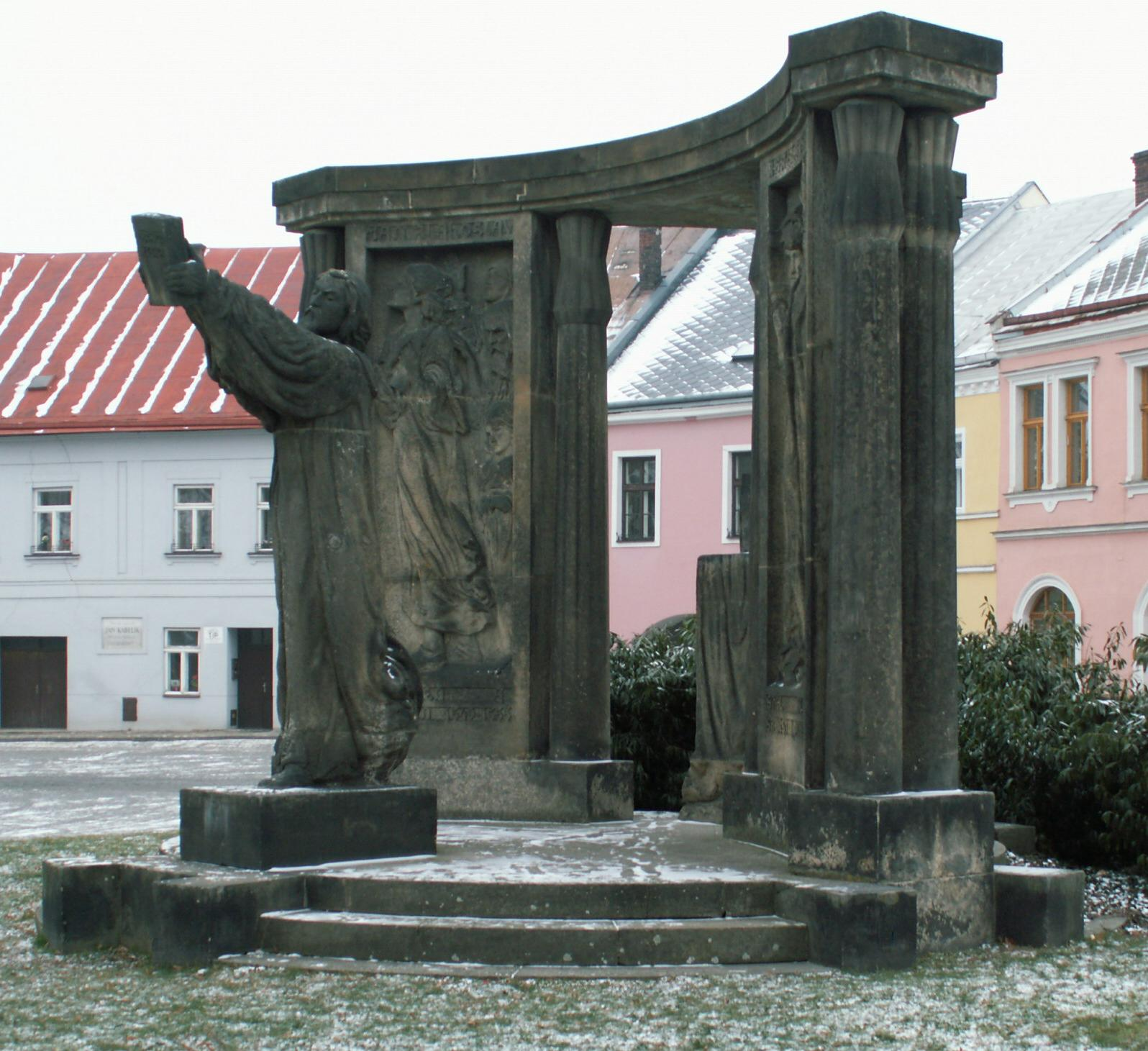
Памятник Яну Благославу в Пршерове (1923)